# Hamid Nater
Hamid Nater (30 de dezembro de 1980) é um futebolista profissional marroquino que atua como defensor.

## Carreira
Hamid Nater representou a Seleção Marroquina de Futebol nas Olimpíadas de 2000.